# Cárcel de Amor

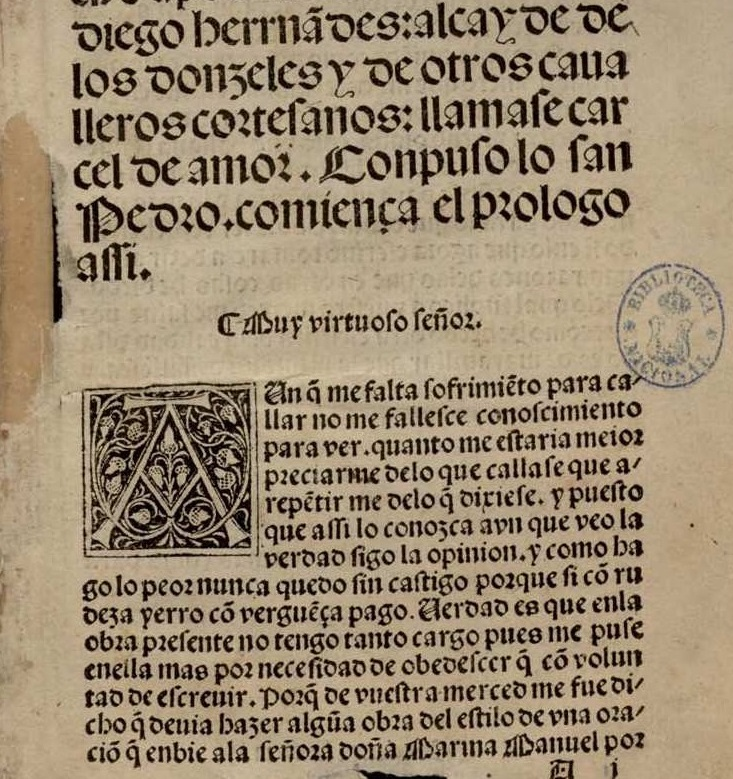
Cárcel de amor, de Diego de San Pedro, publicada en 1492

Cárcel de Amor es una obra de Diego de San Pedro, perteneciente al género de la novela sentimental. La primera edición de la novela, dedicada  a Diego Fernández de Córdoba, se imprimió en Sevilla en 1492 y tuvo un enorme éxito, haciéndose durante los siglos XV y XVI veinte reimpresiones en España. Fue traducida a las principales lenguas europeas, y se hicieron numerosas ediciones bilingües y trilingües, que indican un probable uso didáctico. Como modelo de prosa literaria fue elogiada por Baltasar Gracián en su Agudeza y arte de ingenio.

## Argumento
El autor aparece como un personaje en la obra, siguiendo la tradición de la ficción autobiográfica; la obra comienza cuando este, según el esquema de la visión alegórica, se extravía en Sierra Morena, y se encuentra con un joven encadenado; este joven es Leriano, hijo del duque Guersio, que es llevado a la prisión del Amor por un monstruo llamado Deseo. Siguiéndoles, el autor entra en un castillo en la montaña, donde Leriano le confiesa su pasión por Laureola, hija del rey Gaulo de Macedonia, y le ruega que actúe como intermediario. El autor va en busca de Laureola y, tras hablarle de Leriano y del dolor que padece, logra ablandar su corazón y consigue que la muchacha le escriba una carta. Con la ayuda de una serie de personajes alegóricos (la Esperanza, la Satisfacción, la Tranquilidad, la Alegría...) libera de su cautiverio a Leriano, que se dirige a Macedonia para ver a Laureola, quien le recibe con agrado.
Pero otro personaje que también pretende a Laureola, el malvado Persio, hijo del señor de Gavia, difunde rumores que ponen en peligro el honor de la doncella, de modo que Leriano lo desafía, venciéndole en dos ocasiones. La victoria de Leriano sobre Persio no soluciona la situación, porque el rey Gaulo, padre de Laureola, ha dado crédito a los falsos testimonios y condena a muerte a su hija. Leriano y sus partidarios asaltan la prisión donde Laureola aguarda la ejecución y la liberan, enfrentándose a todo el ejército real en una cruel batalla. En la lucha, capturan a uno de los calumniadores, que admite su culpa, con lo que el rey perdona a su hija. Laureola, preocupada por defender su honor y no levantar más sospechas, rechaza definitivamente a Leriano. Este, tras defender acaloradamente ante sus amigos y partidarios la actitud de sumisión caballeresca a la dama (recurriendo al Tratado en defensa de las virtuosas mujeres, de Diego de Valera), echa en una copa las cartas de Laureola, que ha roto, se bebe su contenido y se deja morir de inanición, mientras su madre entona un desesperado planto.

## Estructura
La novela está constituida por tres núcleos narrativos que se disponen simétricamente. Siguiendo los tratados retóricos medievales, que no reconocían la novela como una forma literaria, San Pedro utiliza la narración como una unidad de extensión limitada que se inserta en un discurso, y la emplea junto con una gran variedad de géneros menores, en capítulos sueltos de una extensión similar a la de las demás unidades, como por ejemplo las cartas. Las divisiones de la novela se definen precisamente por el cambio de una unidad retórica a otra, de modo que los distintos modos discursivos se hallan siempre intercalados, sin que aparezcan en ningún momento dos unidades narrativas consecutivas. El método recomendado por los tratados retóricos como inicio de un discurso era la alegoría, y así comienzan sus obras muchos autores medievales.
Cárcel de Amor comienza también con una alegoría, pero su función no es meramente ornamental, como apertura de la obra, sino que se relaciona con otras alegorías que aparecerán después. La alegoría de la cárcel de amor que da comienzo a la novela es, técnicamente, una alegoría perfecta, ya que no se mencionan los términos reales a que refieren las imágenes (salvo la mención inicial al Deseo y al Amor) hasta que Leriano hace en el segundo capítulo las aclaraciones que permiten entender todo su sentido. El segundo episodio alegórico llega cuando el Autor consigue que Laureola escriba una misiva a Leriano; ésta es una alegoría imperfecta, sin necesidad de explicación posterior, pues su contenido se revela a través del nombre de las emociones alegorizadas. Estas alegorías permiten al autor explicar de un modo gráfico, sencillo y ameno su concepción del amor.
Además de la narración y la alegoría, en la novela aparecen también discursos y cartas, con la misma estructura retórica, ya que en la Edad Media las dos divisiones principales de la composición en prosa eran las cartas y los sermones. las epístolas son una forma literaria con una larguísima tradición desde los clásicos grecolatinos, y sobre la que se habían escrito en la Edad Media las artes dictaminis, compendios de reglas para orientar al literato en la creación de estas composiciones. Las cartas se empezaban con la salutatio, que en las de San Pedro se reduce al nombre del destinatario o desaparece por completo; a continuación venía el exordium, que explicaba la razón por la que se escribía, y podía utilizar la fórmula de la captatio benevolentiae (desde la alabanza de la belleza de la dama hasta la promesa de ser breve). A continuación venía la expositio o narratio, el núcleo central de la carta, seguida por la petitio, la petición hacia la que se orienta todo lo escrito antes, y finalmente la conclusio, bien una breve recapitulación de lo expuesto anteriormente, o bien una nueva captatio benevolentiae.
A pesar de la rígida estructura de estas epístolas, San Pedro sabe utilizarlas, igual que las alegorías, para plasmar la psicología del enamorado y el comportamiento que deben observar los amantes por medio de elaborados argumentos sentimentales y detalladas descripciones de los sentimientos de Leriano y Laureola en distintos momentos del proceso.
Las cartas del desafío de Leriano a Persio y la respuesta siguen también un estricto esquema que se explica en varios tratados españoles del siglo XV. La arenga a las tropas sigue el modelo de las artes arengandi, en las que se recomienda alabar el valor de los soldados, hablar de la fama que van a conseguir, recordarles el heroísmo de sus antepasados, explicarles la justicia de su causa y que vale la pena morir por ella. La arenga de Leriano, que no deja de ser una digresión en el desarrollo argumental de la obra, sirve para dividir en dos la narración más larga que se encuentra en esta novela.
Los discursos entroncan con la tradición medieval de los sermones. El más importante probablemente es el que hace Leriano, ya moribundo, en defensa de las mujeres, dando quince razones por las que los hombres no deben hablar mal de ellas y veinte por las que deben servirlas. Es, según la retórica, una argumentatio, que consta de una serie de probationes del genus artificiale (pruebas que se extraen del objeto de litigio mediante la reflexión). Además del método de los argumenta, San Pedro emplea el de los exempla, dando una serie de ejemplos históricos de mujeres virtuosas o heroicas que ilustran la excelencia del género femenino. El lamento de la madre de Leriano ante la muerte de éste es un planctus, género menor regulado en las artes poeticae. Las figuras ornamentales que se recomendaban eran la exclamatio y la interrogatio, utilizadas abundantemente por la duquesa

## Concepción del amor
Generalmente la crítica encuentra artificial, exagerada, retórica y vacía de sentimientos la literatura sentimental del siglo XV; como dice Gili Gaya, se trata de «un mundo extraño y lejano de sentimientos».
Tradicionalmente, en los manuales de historia de la Literatura se afirma que la concepción del amor que aparece en estas novelas —el amor cortés o cortesano— nace en Provenza a finales del siglo XI.
El escritor medieval muchas veces se hallaba desconcertado, entre diferentes concepciones del amor a veces contradictorias; según la Iglesia medieval, la pasión amorosa es un pecado indistinguible de la concupiscentia, la lujuria, y constituía un pecado mortal, el pecado de adulterio, incluso dentro del matrimonio. Aceptando esta doctrina, Diego de San Pedro calificó Cárcel de Amor de «salsa para pecar», a pesar de que el protagonista, Leriano, sostiene que los enamorados creen aún más firmemente en Dios, y que el amor a las mujeres da a los hombres las cuatro virtudes cardinales y las tres teologales. 
Si la Iglesia consideraba el amor un pecado, los médicos medievales lo consideraban como una enfermedad que afecta sobre todo a las almas más sensibles; así, la madre de Leriano dice en su lamento «Bienaventurados los baxos de condición y rudos de engenio, que no pueden sentir las cosas sino en el grado que las entienden[...]; pluguiera a Dios que fueras tú de los torpes en el sentir».
Por otro lado, la Cárcel de amor es un claro ejemplo de novela sentimental al estar fuertemente influenciada por el amor cortés y tener un claro propósito didáctico, puesto que lo principal es el análisis del sentimiento amoroso, y este análisis se da en el cambio de estado del protagonista, de uno normal a una situación extrema debido al amor, donde la novela sentimental sería un ejemplo de los estragos del amor. Así lo afirma Besó Portalés: “las novelas sentimentales, en su intento de analizar el proceso de enamoramiento, se constituirían como una especie de casos prácticos en los que el padecimiento concreto de los enamorados funcionaría como un exemplum.” El amor en la novela sentimental no termina bien porque si terminara bien no sería un “padecimiento”, y lo es, el mismo San Pedro lo ve así, por eso su obra termina en tragedia con la muerte de Leriano. Incluso, la actitud de Leriano a ojos de los médicos de la época se puede ver como la de un enfermo patológico que solo “está pendiente del transcurso de sus escarceos amorosos.” También su enfermedad de amor se puede atribuir al amor cortés, pues las reglas de esta hace que el amante solo piense y haga cosas por su amada.  
Si se ve a Leriano con los ojos del poeta cortés, él sería un ejemplo de amante perfecto, pero si se ve con los ojos de Diego de San Pedro no sería más que otro ejemplo de las tragedias que causa el amor; esto explicaría porque el autor renegó de su obra, pues vio que había sido malinterpretada, ya que "la decisión de terminar en tragedia la debemos entender en tanto que condena el amor de Leriano por Laureola, un amor que era socialmente imposible". Por ende, no se puede esperar un final feliz donde ambos terminen casados, pues el matrimonio no puede estar basado en el amor pasional, entendiéndose "así la obra como una reprobatio amoris, como un ejemplo negativo a lo que puede dar lugar la pasión desenfrenada." Quizás otra razón para que la novela fuera malinterpretada fue la divinización que se debe hacer a la amada para que el amor cortés surja, pues “para que se inicie el proceso amoroso entre el amante y la dama, se debe admitir necesariamente la perfección de la dama, no sólo en el plano físico, sino también en el moral”, por lo cual, era necesaria la defensa de las mujeres que hace Leriano antes de morir, una defensa, que además, está basada en las virtudes cristianas. Probablemente la elevación de la mujer, considerada inferior al hombre para la iglesia, la enfermedad de amor de Leriano, fueran los puntos para que la obra fuera condenada; ya que para ellos el amor de Leriano era mera lujuria y la elevación de la mujer una ofensa. No por eso se puede asegurar que la Cárcel de amor es una obra en pro de las mujeres y mucho menos, feminista, de hecho, algunos críticos como Rubén Sanchéz, en su ensayo sobre la misoginia en la Cárcel de amor, concluye que: 
"...En todas las causas emitidas por Leriano en defensa de la mujer, no encontramos una sola que diga: debemos respetarlas porque son seres humanos igual que los hombres. No. Según él hay que respetarlas por leyes absurdas, tanto de la caballería, como las religiosas y de la nobleza. También por ser madres, por no buscarse enemigos, por los daños y las consecuencias que la difamación causa a la mujer (que, dicho sea de paso, afecta a los hombres), por mantenerse al margen de las murmuraciones y “Porque de ellas nacieron hombres virtuosos que hicieron hazañas de digna alabanza; de ellas procedieron sabios que alcanzaron a conocer qué cosa era Dios... (34). Esta última causa es de mis preferidas: a las mujeres hay que respetarlas porque ellas paren a grandes hombres."
También Lillian von der Walde al referirse a la literatura de la época y más concretamente, al amor cortés, dice que el hombre sigue estando en el centro y la amada ocupa un lugar secundario, pues "si a alguien se ensalza es al amador; no en balde, comúnmente los protagonistas son del género masculino. Los escritores subliman el sentimiento del varón, y enfocan su atención a la magnificencia del amor de éste: sus pensamientos su respeto, su sumisión, su valor, etc." En la Cárcel de amor se cumple esto, puesto que el protagonista es masculino y son sus sentimientos los que ocupan más páginas en la obra; mientras Laureola solo está en la obra para ser la amada de Leriano. Además, el valor de la amada, en este caso Laureola, está en su honra, la mayor virtud de una mujer. De hecho, aunque Leriano no lo diga directamente, en todos los ejemplos que pone de la bondad de las mujeres siempre se subraya la castidad, la fidelidad al marido y la virginidad, «virtudes» asociadas a la honra; por eso, la mayoría de mujeres casadas deciden suicidarse antes que traicionar a su esposo. En cuanto a las vírgenes, todas guardan su virginidad hasta la muerte, como se puede ver en este fragmento: "Atalante, la que primero hirió el puerco de Calidón, en la virginidad y nobleza le pareció. Camila, hija de Matabo, rey de los bolsques, no menos que las dichas sostuvo entera virginidad. Claudia vestal, Cloelia, romana, aquella misma ley hasta la muerte guardaron". Ya fueran gentiles, cristianas o judías, virgen o casada, todas conservaron su honra (ya sea manteniéndose fieles al marido o preservando su virginidad). Inclusive, San Pedro privilegia la honra de Laureola sobre los amores ilícitos de Leriano, al hacer que Leriano se coma todas las cartas que Laureola le escribió para luego suicidarse, evitando así la condena a Laureola.    
El amor en la Cárcel de amor es uno trágico, frustrado e imposible, no solo debido al amor cortés, sino a las mismas leyes de una sociedad medieval fuertemente influenciada por la iglesia. Asimismo, el sentimiento en la novela es contradictorio, mientras por un lado se alaba el amor por el otro se condena; la misma figura del autor que aparece en la obra alienta a Leriano a que se entregue al amor, pero a la vez, el verdadero autor, Diego de San Pedro, encamina la historia para que sea un ejemplo de lo que no se debe hacer. A su vez, la doctrina del amor cortés busca un amor frustrado, pues así será un amor más puro al no esperar la entrega de la amada, pero esto tiene una falla, ya que a pesar del ideal de la unión de las almas que plantea, realmente también se desea el encuentro sexual, lo que lo hace un amor profundamente carnal y por tanto, condenable. Estas profundas contradicciones hacen, que tanto el autor como Leriano, solo encuentren una manera de resolverlas: la muerte. Por último, no solamente los debates sobre el amor permean la obra, sino también los debates en favor y en contra de la mujer que se dieron en la época, lo cual explicaría la extensa defensa de las mujeres que hace Leriano, de hecho, se puede encontrar un debate mucho más directo en Grisel y Mirabella, donde hay un juicio en el que se discute el grado de culpabilidad de la mujer en los yerros del amor. Además, la defensa de las mujeres en la Cárcel de amor sigue estando basada en la inferioridad de la mujer en comparación al hombre, lo que hace que no pueda verse como feminista, sino como otro tipo de misoginia mucho más sutil, donde la mujer es la débil, la que debe ser cuidada para no perder su honra, pues su honra está es al servicio de su esposo, su padre o la misma sociedad.        
En conclusión, por un lado, se exalta el amor, por otro se le denigra. Tales son los polos entre los que debía fluctuar Diego de San Pedro cuando escribió su novela, polos que reflejan muy bien las contradicciones de un mundo medieval dominado por tres sistemas irreconciliables: el cortesano, el feudal y el religioso.